# Daniel Czarny
Daniel Czarny (ros. Даниил Чёрный) – rosyjski ikonograf, żyjący na przełomie XIV i XV wieku, współpracujący z Andriejem Rublowem.